# Seznam jezer v Africe
Seznam jezer v Africe zahrnuje jezera v Africe s největší rozlohou, objemem a s maximální hloubkou.

## Tabulka jezer
Tabulka obsahuje jezera s rozlohou nad 500 km² seřazená podle rozlohy.

| Pořadí | Jezero               | Rozloha km² | Délka km | Objem km³ | Maximální hloubka m | Nadmořská výška m | Stát                                 | Odtok                      |
| ------ | -------------------- | ----------- | -------- | --------- | ------------------- | ----------------- | ------------------------------------ | -------------------------- |
| 1.     | Viktoriino jezero    | 69485       | 322      | 2700      | 80                  | 1134              | Keňa, Tanzanie, Uganda               | Viktoriin Nil (povodí Nil) |
| 2.     | Tanganika            | 32893       | 676      | 18900     | 1470                | 773               | Tanzanie, D.R.Kongo, Zambie, Burundi | Lukuga (povodí Kongo)      |
| 3.     | Malawi               | 30044       | 579      | 7725      | 706                 | 472               | Malawi, Mosambik, Tanzanie           | Shire (povodí Zambezi)     |
| 4.     | Čadské jezero        | 10000       | ...      | 72        | 11                  | 240               | Čad, Kamerun, Niger, Nigérie         | bezodtoké                  |
| 5.     | Šot Melrhir          | 6700        | 120      | ...       | ...                 | -26               | Alžírsko                             | bezodtoké                  |
| 6.     | Turkana              | 6405        | 258      | ...       | 73                  | 375               | Keňa                                 | bezodtoké                  |
| 7.     | Šot Djerid           | 5700        | 140      | ...       | ...                 | 20                | Tunisko                              | bezodtoké                  |
| 8.     | Albertovo jezero     | 5299        | 161      | 132       | 58                  | 617               | Uganda, D.R.Kongo                    | Albertův Nil (povodí Nil)  |
| 9.     | Mweru                | 4920        | 130      | 32        | 37                  | 917               | Zambie, D.R.Kongo                    | Luvua (povodí Kongo)       |
| 10.    | Kyoga                | 4403        | 80       | ...       | 5                   | 1029              | Uganda                               | Viktoriin Nil (povodí Nil) |
| 11.    | Bangweulu            | 4000        | 90       | 5         | 10                  | 1158              | Zambie                               | Luapula (povodí Kongo)     |
| 12.    | Tana                 | 3100        | 80       | ...       | 70                  | 1830              | Etiopie                              | Modrý Nil (povodí Nil)     |
| 13.    | Kivu                 | 2650        | 85       | 569       | 496                 | 1460              | D.R.Kongo, Rwanda                    | Ruzizi (povodí Kongo)      |
| 14.    | Rukwa                | 2640        | 140      | ...       | ...                 | 792               | Tanzanie                             | bezodtoké                  |
| 15.    | Buhayrat al Manzilah | 2600        | 55       | ...       | ...                 | ...               | Egypt                                | Středozemní moře           |
| 16.    | Mai-Ndombe           | 2320        | 130      | ...       | 7                   | ...               | Demokratická republika Kongo         | Fimi (povodí Kongo)        |
| 17.    | Edwardovo jezero     | 2150        | 80       | 39        | 111                 | 912               | Uganda, D.R.Kongo                    | Semliki (povodí Nil)       |
| 18.    | Šot el Šergui        | 2000        | 150      | ...       | ...                 | 987               | Alžírsko                             | bezodtoké                  |
| 19.    | Buhayrat al Burullus | 1930        | 60       | ...       | ...                 | ...               | Egypt                                | Středozemní moře           |
| 20.    | Toška                | 1300        | -        | ...       | ...                 | ...               | Egypt                                | bezodtoké                  |
| 21.    | Abaya                | 1256        | 60       | ...       | 13                  | 1268              | Etiopie                              | bezodtoké                  |
| 22.    | Chilwa               | 1240        | 45       | ...       | ...                 | ...               | Malawi, Mosambik                     | bezodtoké                  |
| 23.    | Natron               | 1039        | 50       | ...       | ...                 | ...               | Tanzanie                             | bezodtoké                  |
| 24.    | Magadi               | 900         | 32       | ...       | ...                 | ...               | Keňa                                 | bezodtoké                  |
| 25.    | Ngami                | 770         | 30       | ...       | ...                 | 900               | Botswana                             | bezodtoké                  |
| 26.    | Tumba                | 765         | ...      | ...       | 8                   | ...               | D.R.Kongo                            | Irebu (povodí Kongo)       |
| 27.    | Malebo               | 555         | ...      | ...       | 25                  | ...               | D.R.Kongo, Republika Kongo           | Kongo                      |

## Nezařazená do tabulky
- Džibutsko - Assal
- Egypt - Birket Karún, Buhayrat Idku, Mareotis, Malé Hořké jezero, Velké Hořké jezero
- Etiopie - Chew Bahir
- Jihoafrická republika - Jezero svaté Lucie
- Kamerun - Monoun, Nyos
- Keňa - Baringo, Bogoria, Elmenteita, Logipi, Naivaša, Nakuru
- Tanzanie - Burigi, Ejasi, Ikimba, Jipe, Kitangiri, Manjara Mdutu, Sagara
- Zambie - Mweru Wantipa

### Seznamy jezer ostatních kontinentů
Antarktida, Asie, Austrálie a Oceánie, Evropa, Jižní Amerika, Severní Amerika